# Organização para a Proibição de Armas Químicas
A Organização para a Proibição de Armas Químicas (OPAQ) (em inglês:  Organisation for the Prohibition of Chemical Weapons, OPCW) é uma organização internacional criada em 1997 pelos países que já participavam da Convenção de Armas Químicas. A Organização recebeu o Prémio Nobel da Paz em 2013.
Tem a finalidade de fazer que esta Convenção seja colocada em prática.
Sob os termos da Convenção, a OPAQ coordena várias atividades em todo o mundo, incluindo:
- trabalhar para convencer países que ainda não aderiram à Convenção;
- pesquisar e confirmar a destruição de armas químicas;
- monitorar certas atividades na indústria química para reduzir o risco de que produtos químicos sejam usados inapropriadamente;
- prover assistência e proteção aos países-membros se estes forem atacados ou ameaçados com um ataque de armas nucleares;
- promover a cooperação internacional para o uso pacífico de produtos químicos.

A OPAQ é uma organização internacional independente, e faz um trabalho de cooperação com as Nações Unidas.
Todos os países-membros contribuem para o orçamento da organização anualmente.

## Estrutura organizacional
As atividades da OPAQ e sua estrutura organizacional núcleo são descritas na Convenção sobre Armas Químicas(cujos membros são todos em OPAQ).O corpo principal é a Conferência dos Estados Partes, que normalmente é convocado anualmente, e em que todos os países participam e têm igual direito de voto. Os países são geralmente representado na Conferência por um representante permanente à organização, o que na maioria dos casos é também o embaixador para a Holanda. A conferência decide sobre todos os principais temas relativos à organização (por exemplo, tomando medidas de retaliação) e da convenção (que aprova as diretrizes, que institui medidas de retaliação contra membros). O Conselho Executivo é o órgão executivo da organização e é composto por 41 membros Partes, que são designados pela Conferência em um prazo de 2 anos. O Conselho, entre outros supervisiona o orçamento e coopera com a Secretaria Geral sobre todas as questões relacionadas com a Convenção. O Secretariado Técnico aplica-se a maior parte das atividades encomendadas pelo Conselho e é o órgão onde a maioria dos funcionários da organização do trabalho. As principais atividades da OPAQ são realizadas pela verificação e a divisão de inspeção.
Todos os Estados Partes fazer contribuições para o orçamento da OPAQ, com base em uma escala de cotas da ONU modificado. 

## Sede
O edifício sede da OPAQ foi projetado pelo americano arquiteto Gerhard Kallmann de Kallmann McKinnell & Wood. 
Haia foi escolhido como o local para a sede da organização após um bem-sucedido lobby do governo holandês, competindo contra Viena e Genebra. A organização tem a sua sede ao lado do Centro World Forum Convention (onde detém a sua Conferência anual dos Estados Partes) e instalações de armazenamento / laboratoriais em Rijswijk. A sede foi inaugurada oficialmente por Rainha Beatriz dos Países Baixos em 20 de maio de 1998 e consistem de um prédio de oito andares construído em um semi círculo. Um memorial permanente a todas as vítimas está presente na parte de trás do prédio e aberto ao público. 

## Lideranças
A organização é liderada pelo Director-Geral, que está diretamente nomeado pela Conferência para um máximo de dois mandatos de quatro anos. Uma visão geral dos directores-gerais é mostrado abaixo.
| País      | Nome                   | Início do mandato   |
| --------- | ---------------------- | ------------------- |
| Brasil    | José Bustani           | 13 de maio de 1997  |
| Argentina | Rogelio Pfirter        | 25 de julho de 2002 |
| Turquia   | Ahmet Üzümcü           | 25 de julho de 2010 |
| Espanha   | Fernando Arias (atual) | 25 de julho de 2018 |

O primeiro diretor-geral serviu apenas cerca de um ano de seu segundo mandato, depois que ele foi afastado do cargo por motivos de falta de confiança por parte dos Estados membros. Alguns suspeitam que o diretor-geral Bustani foi forçado a sair por o governo dos EUA porque Bustani queria monitores de armas químicas internacionais no Iraque e, assim, foi visto como impedir a pressão dos EUA para a guerra contra o Iraque. Os Estados Unidos deu três principais argumentos para a remoção de Bustani do de sua posição: "A conduta de polarização e de confronto", "questões de má gestão" e "defesa dos papéis, inadequados para a OPAQ". A remoção foi posteriormente determinado a ser inadequada por um Tribunal Administrativo da Organização Internacional do Trabalho e, consequentemente, Bustani foi premiado com € 50 000 em danos morais, o seu salário para o restante de seu segundo mandato, e seus custos legais. 

## Prêmio Nobel da Paz 2013
Em 11 de outubro, o Comitê Norueguês do Nobel anunciou que a OPAQ tinha sido agraciado com o Prêmio Nobel da Paz para "extenso trabalho para eliminar as armas químicas". No anúncio, a OPAQ e da Convenção sobre Armas Químicas foram elogiados. A comissão ainda indicado como  "Os recentes acontecimentos na Síria", onde as armas químicas foram novamente colocados em uso, sublinharam a necessidade de aumentar os esforços para acabar com tais armas.
Em o ano que termina em setembro de 2014, OPAQ tinha supervisionado a destruição de cerca de 97 por cento da Síria do declarado de armas químicas, um feito extraordinário. Mas agora parece que há estoques e infra estrutura que eram não declarado, incluindo uma fábrica de ricina. No entanto, OPAQ diz que a unidade de produção foi declarada em 2013 e está programado para verificação e destruição. Uma equipe OPCW está atualmente em Beirute a realização de consultas com as autoridades sírias para o propósito de destruir a fábrica de ricina e esclarecimento de quaisquer discrepâncias. 